# Maintenon Films
Maintenon Films est une société française de production de cinéma et de télévision, créée dans les années 1960 par Colette Fleury et Roger Van Mullem.

## Historique
Maintenon Films a produit un film de cinéma, La Soupe aux poulets (1963) de Philippe Agostini, et de nombreuses séries télévisées et téléfilms, dans les années 1960 et 1970.  
Leur renommée se fait ensuite avec  la collaboration de Jean Tourane et le célèbre Saturnin, viennent ensuite les feuilletons et séries télévisées.

## Liste de feuilletons et séries télévisées
- En famille
- 1965 à 1970 : Les Aventures de Saturnin
- 1968 : L'Éventail de Séville
- 1971 : Quentin Durward
- 1973 : Les Mohicans de Paris
- 1973 : La Porteuse de pain
- 1974 : Malaventure
- 1979 : La Lumière des justes
- 1981 : Dickie-roi avec Dave
- 1982 : Allons voir si la rose
- 1985 : Châteauvallon

## Liste d'acteurs
- Philippe Avron
- Jean Benguigui
- Guy Bedos
- Maurice Biraud
- Gérard Blain
- Marie-France Boyer
- Claude Brasseur
- Jean Carmet
- Jenny Clève
- Ronny Coutteure
- Mony Dalmès
- Dave
- Pierre Dux
- Robert Etcheverry
- Brigitte Fossey
- Bernard Giraudeau
- Henri Guybet
- René-Louis Lafforgue
- Carole Laure
- Robert Lefèvre
- Philippe Léotard
- Paul Meurisse
- Pierre Mondy
- Jacques Monod
- Henri Nassiet
- Chantal Nobel
- Jean Parédès
- Raymond Pellegrin
- Bernard Rapp
- Noël Roquevert
- Sim
- Claude Talpaert
- André Valmy
- Danielle Volle
- Georges Wilson

- La musique des films est souvent de Georges Garvarentz
- La production tourne aussi avec Gilles Grangier